# Arquites
La Asociación Arquitectos Italianos en España, Arquites (Associazione degli Architetti Italiani in Spagna), è una organizzazione non governativa (ONG) spagnola senza animo di lucro e indipendente, formata dagli architetti di origine italiana che svolgono la loro attività in Spagna.

## Storia
La associazione, costituita nel 2000 a Valencia, dall'architetto Gianfranco Spada, riunisce architetti interessati a riscoprire il lascito culturale che gli architetti di origine italiana ha lasciato in terra spagnola, lascito che poi in qualche modo arrivò fino in America Latina in quel che concerne la architettura classica iberoamericana.
L'acronimo Arquites, ARQUitectos ITalianos en ESpaña, è un omaggio al matematico e filosofo pitagorico, Arquites di Taranto, e alla sua affermazione: “L'armonia conduce la geometria verso l'architettura” che con le sue conoscenze di matematica, geometria, astrologia e altre scienze rappresenta uno dei primi architetti italiani della storia, secondo la concezione del Rinascimento italiano.

## Finalità
Arquites ha come obbiettivo la valorizzazione dell'abbondante patrimonio architettonico promosso da architetti italiani nel corso della storia della penisola iberica. Le numerose opere architettoniche, ancora oggi conservate, sono testimoni della forte presenza di creatori di origine italiana, dall'epoca romana passando per il barocco o il rinascimento, fino alle creazioni dell'architettura moderna del XX secolo, e configurano uno stile e una maniera di concepire l'architettura che, sebbene influenzata dal carattere locale, è una eredità viva della storia e cultura del mediterraneo.
Nella storia architettonica spagnola e, come conseguenza, in quella iberoamericana abbondano numerosi esempi di questa architettura, dai progetti rinascimentali degli architetti Francesco Sabatini e Gioacchino Toesca, fino ai contemporanei Vittorio Gregotti e Aldo Rossi.
In questa linea, l'obiettivo principale dell'associazione è impulsare il dibattito fra le culture architettoniche italiana e spagnola, che derivano da un passato storico comune, dove  gli architetti di entrambi i lati del mediterraneo si scambiavano conoscenze e tecniche che permettevano loro di poter edificare vere opere d'arte, come quelle che oggi si trovano in molte città spagnole e che sono parte della eredità architettonica europea, e che in molti casi sono opere chiave del patrimonio dell'umanità.
Le chiese, palazzi, monasteri, castelli, teatri e altri monumenti concepiti da italiani in Spagna sono vestigia di un passato dove i limiti territoriali scomparivano davanti alla forza della cultura, e la creatività non aveva frontiere.

## Attualità
Arquites offre un programma di attività che si compone principalmente di corsi, conferenze ed esposizioni.
Dal 2004, i membri dell'associazione si stanno dedicando a un'ardua e difficile attività di raccolta di informazioni per la pubblicazione di un catalogo completo di tutti gli edifici storici ancora conservati e di una certa rilevanza, progettati da architetti italiani in Spagna.

## Architetti italiani di rilievo nella storia di Spagna
- Carlos Ruta
- Francesco Sabatini
- Marcello Fontón
- Luis Bernasconi
- Gioacchino Toesca
- Cosimo Fanzago
- Francisco Antonio Valzania
- Juan Bautista Pastorelli
- Vittorio Gregotti
- Aldo Rossi
- Giorgio Grassi
- Giovanni Battista Sacchetti